# Ermita de San Marcos (Los Santos)
La Iglesia Parroquial de San Marcos es un templo religioso bajo la advocación de San Marcos en la aldea de Los Santos, término municipal de Castielfabib, en la provincia de Valencia (Comunidad Valenciana, España).
Es Bien de Relevancia Local con identificador número 46.09.092-005.

## Historia
La ermita data del siglo XVIII, aunque ha sido reformada varias veces, siendo la última y la que le dio el aspecto actual la acaecida en la década de los 50 del siglo pasado.
A finales del primer tercio del siglo XIX falleció en Madrid el obispo de Segorbe, monseñor Francisco de la Dueña y Cisneros (1821, noviembre), la sede quedó vacante durante cuatro años (1821-1825). Finalmente fue propuesto don Julián Sanz y Palanco (1825-1837):

«[..], de entonces data la iniciación del expediente para la formación de Vicaría en la aldea de Los Santos (Castielfabib). Previamente los lugareños habían convenido con los franciscanos observantes del Convento de san Guillermo que les celebrasen misa en su ermita (San Marcos), los días festivos, a cambio de una pequeña retribución. [...] Asimismo, un vecino de aquella masía [Francisco Cavero], acudió al rey [Fernando VII], solicitando que la Villa [Castielfabib] contribuyera con 30 pesos anuales para que la aldea tuviese misa (1829). Ciertamente, a Los Santos correspondía una renta anual de 12 libras, radicando en un censo que administraban los propios vecinos, con la obligación de contribuir al sostenimiento de su ermita por los gastos necesarios al culto, y el rédito de una casa y dos bancales de 10,5 libras anuales».
Iglesias y ermitas del Rincón de Ademuz, origen y desarrollo histórico, Alfredo Sánchez Garzón

Según refiere don Jesús Calvo Martínez, a la sazón cura regente de Castielfabib y encargado de la Ermita de Los Santos (Guía de la Iglesia en la Diócesis de Valencia, 1962), durante la Revolución social española de 1936, la Ermita: «Sufrió desperfectos durante la guerra[...] y fue parcialmente reconstruida, recibiendo una ayuda del Estado del 25 por 100» del gasto ocasionado en su reparación.

## Descripción
La ermita de San Marcos de Los Santos, que ejerce funciones de Iglesia Parroquial, es una construcción realizada a base de mampostería y piedra. La entrada a la ermita se encuentra entre dos contrafuertes de un paramento lateral.Tiene anexa una torre-campanario de un solo cuerpo, con una cubierta piramidal. En el campanario se hallan dos campanas de fundición reciente, la campana Los Santos, fundida por Portilla Hns. (Santander), en 1991, con un diámetro de 56 cm y un peso de 102 kg, y la campana Lucía, fundida por Manclús, Salvador (Valencia) e 1975, con un diámetro de 61 cm y un peso de 131 kg.
El interior se divide en tres naves, cubiertas con bóveda de cañón, también posee un coro a los pies.
La ermita posee una abundante cantidad de imaginería, pero toda ella posterior a la Guerra Civil.

## Galería de imágenes

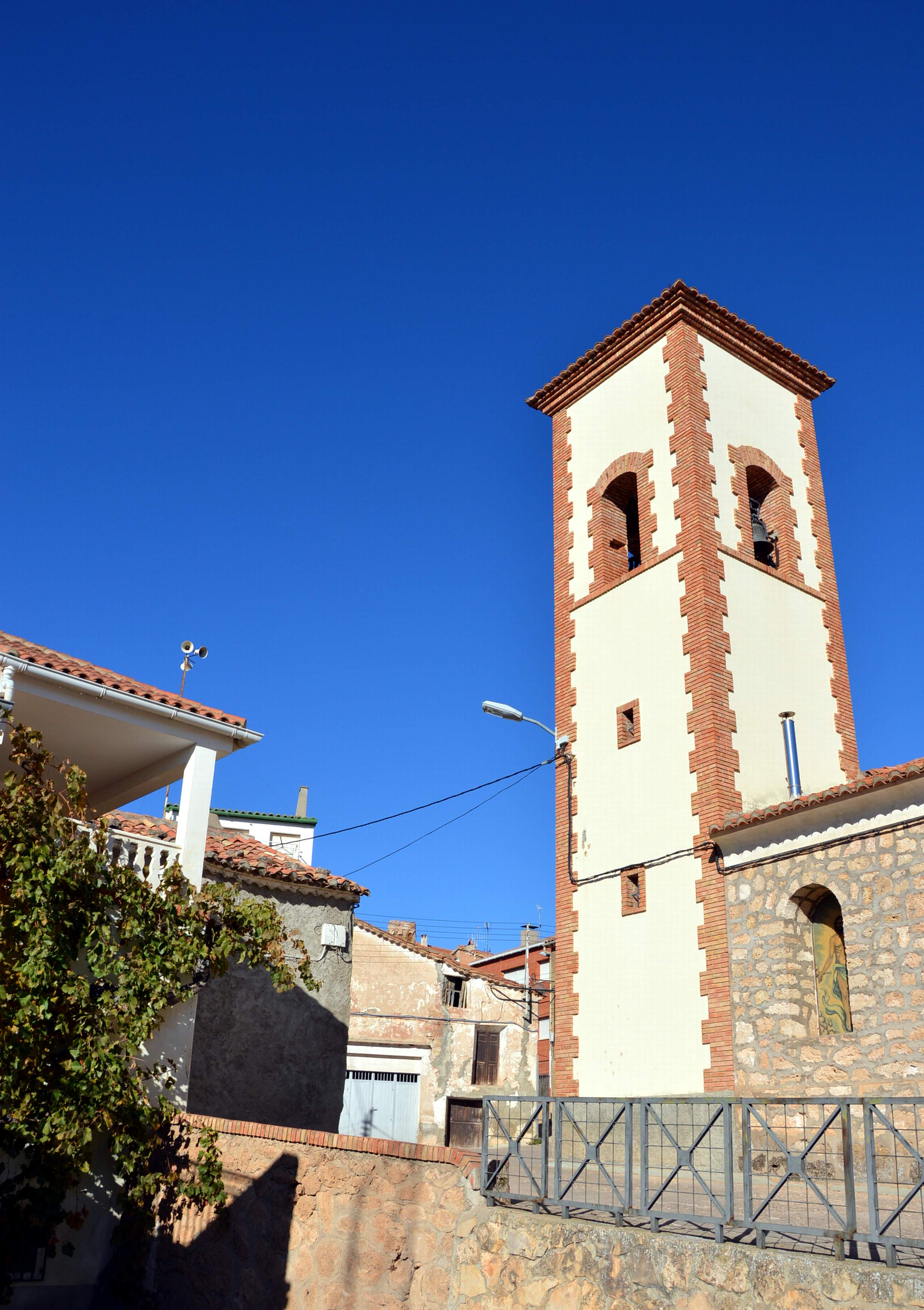
Paisaje urbano en Los Santos (Castielfabib), detalle de la torre-campanario de la Ermita de San Marcos(2015).
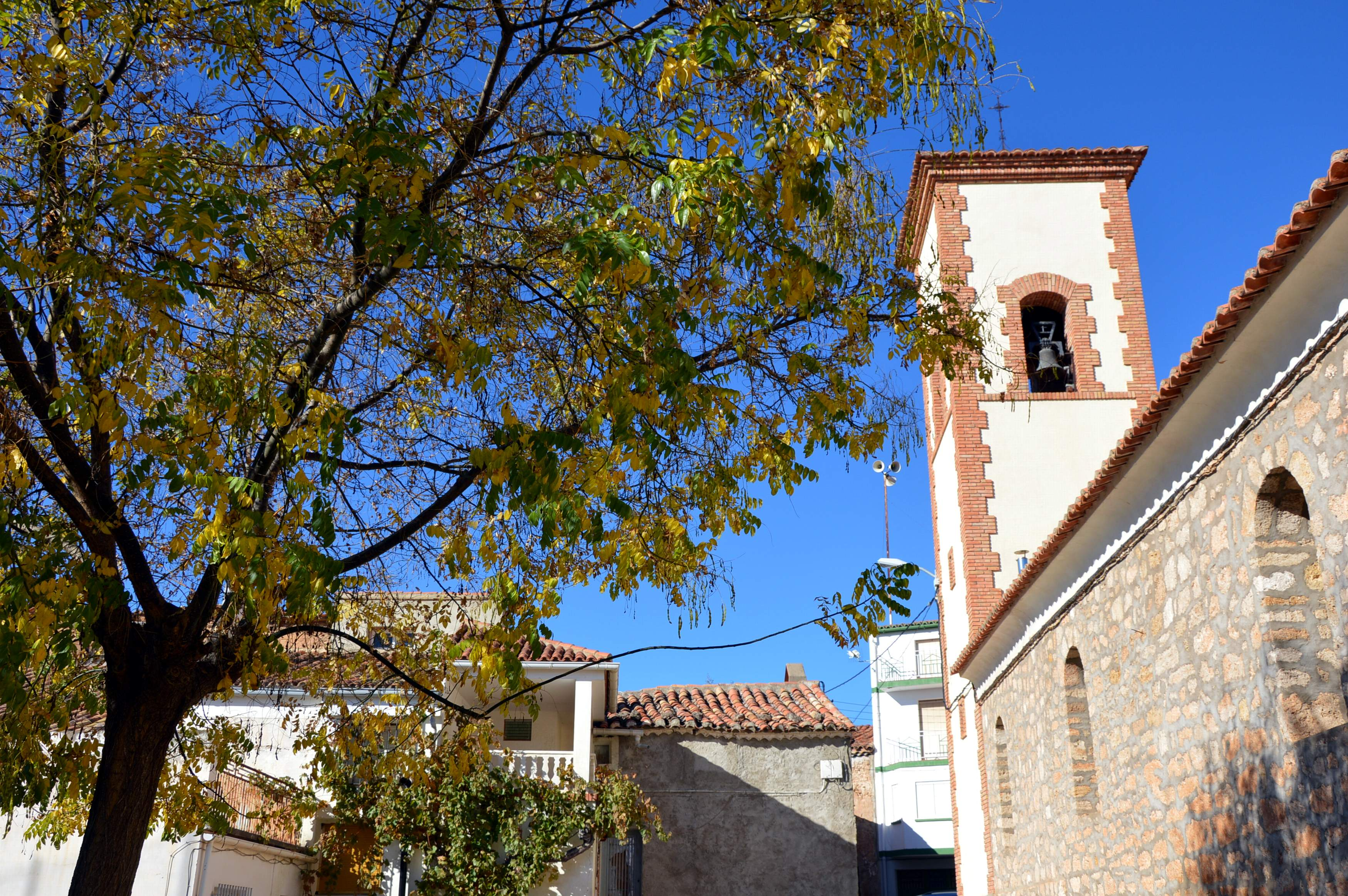
Paisaje urbano en Los Santos (Castielfabib), detalle de la torre-campanario de la Ermita de San Marcos(2015).
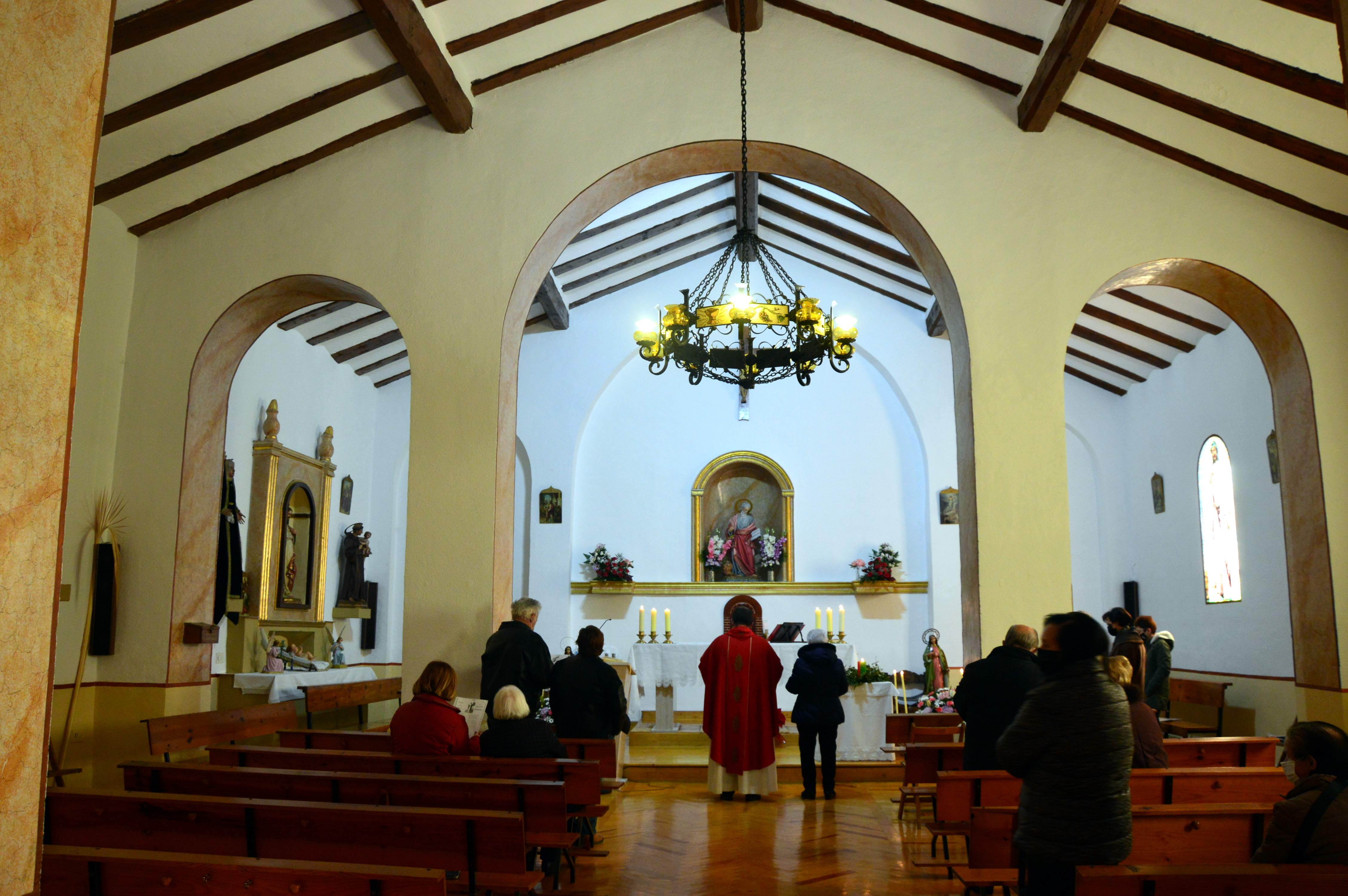
Interior de la Ermita de San Marcos en Los Santos (Castielfabib), arcadas nave central (2021).
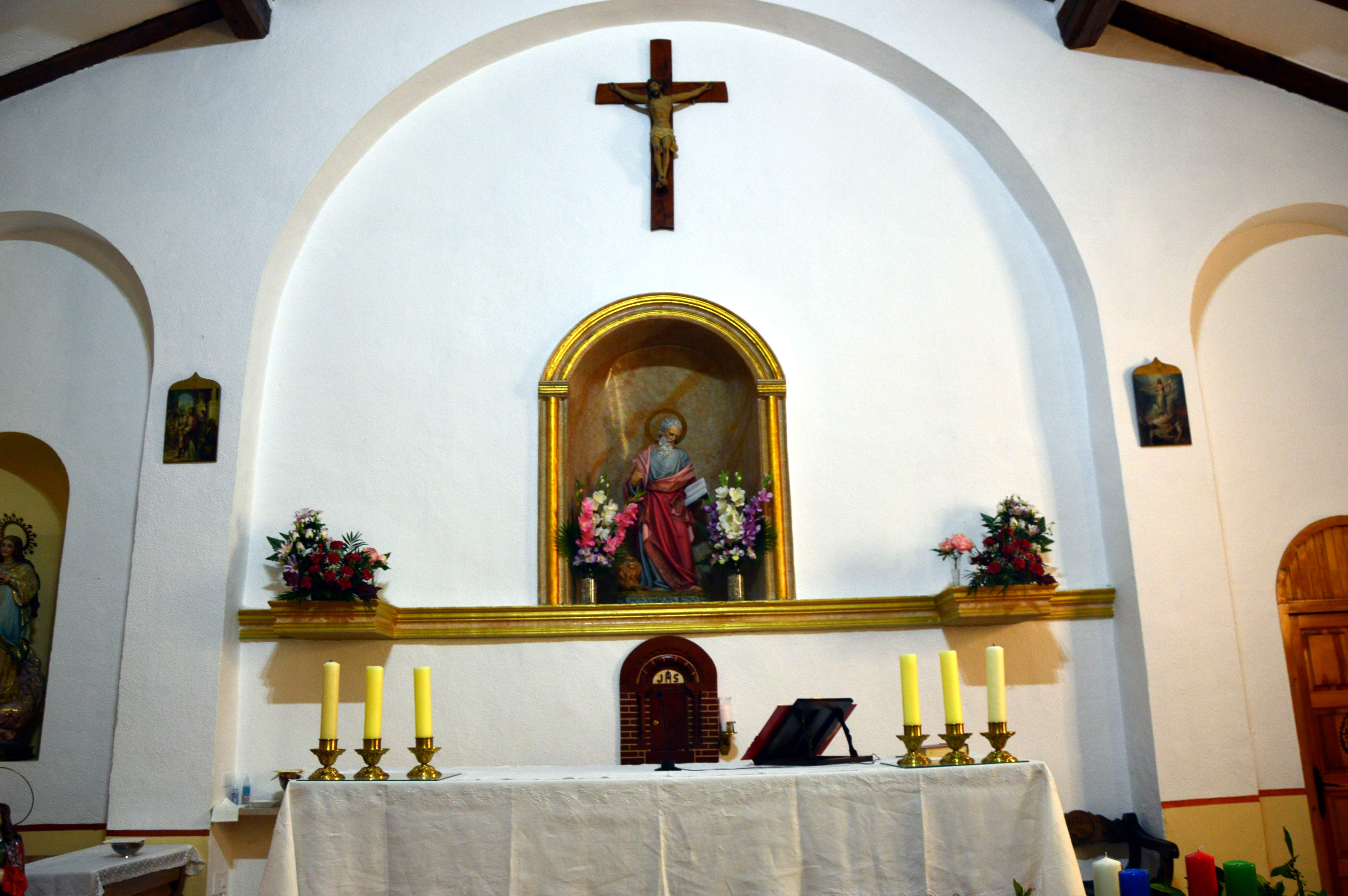
Interior de la Ermita de San Marcos en Los Santos (Castielfabib), detalle del presbiterio (2021).
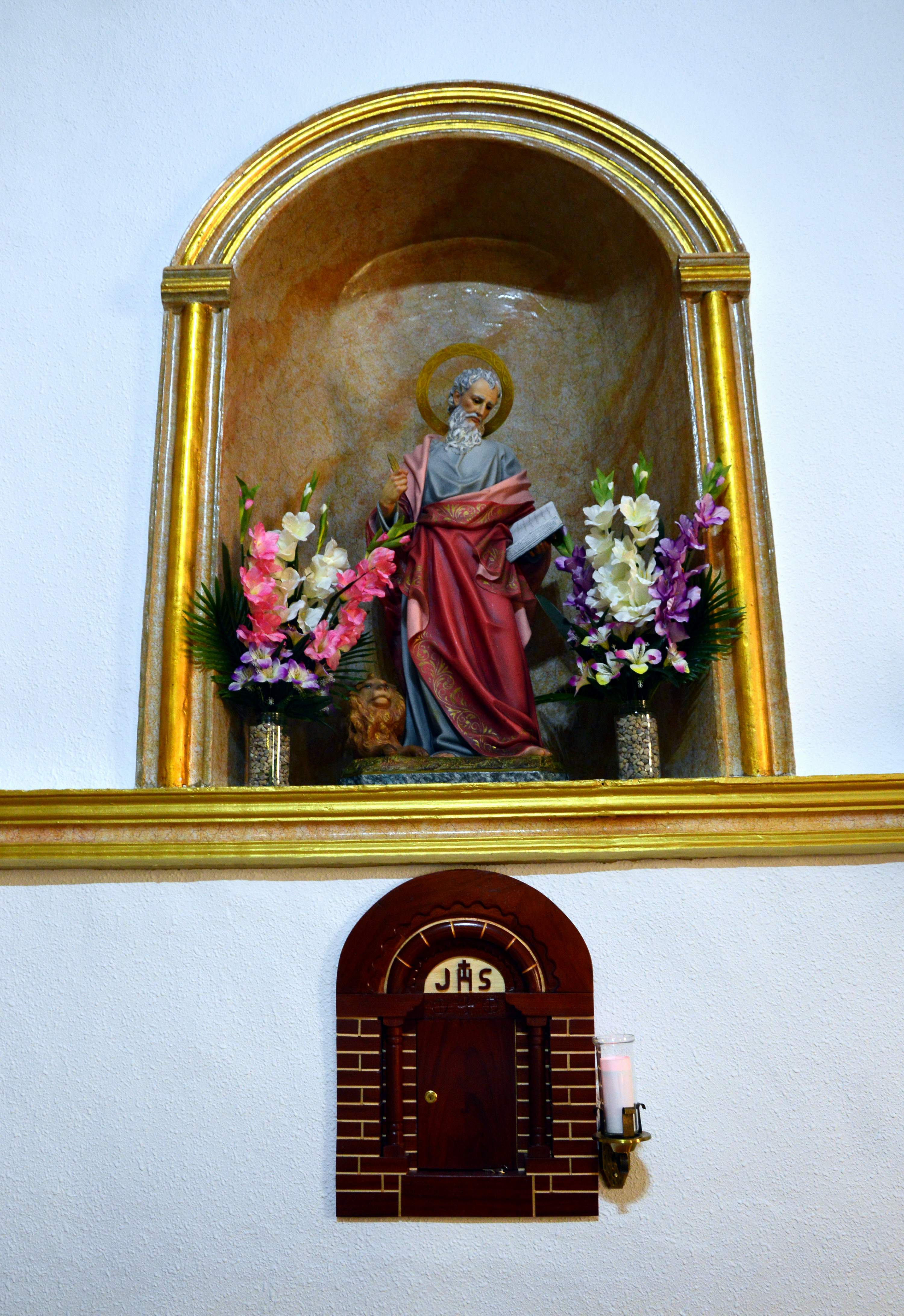
Interior de la Ermita de San Marcos en Los Santos (Castielfabib), hornacina central con la imagen del titular (2021).
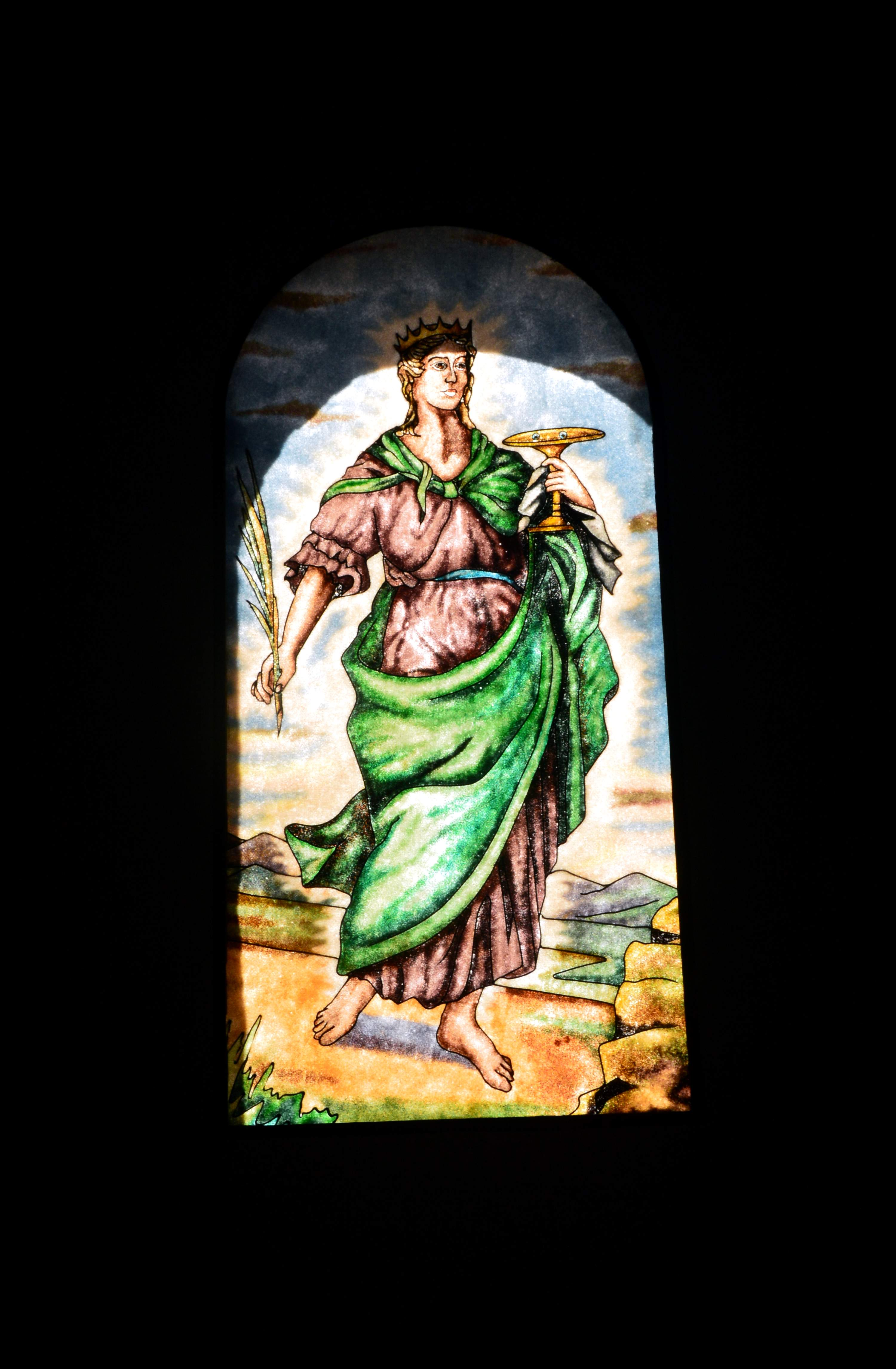
Interior de la Ermita de San Marcos en Los Santos (Castielfabib), vidriera con la imagen de santa Lucía (2021).
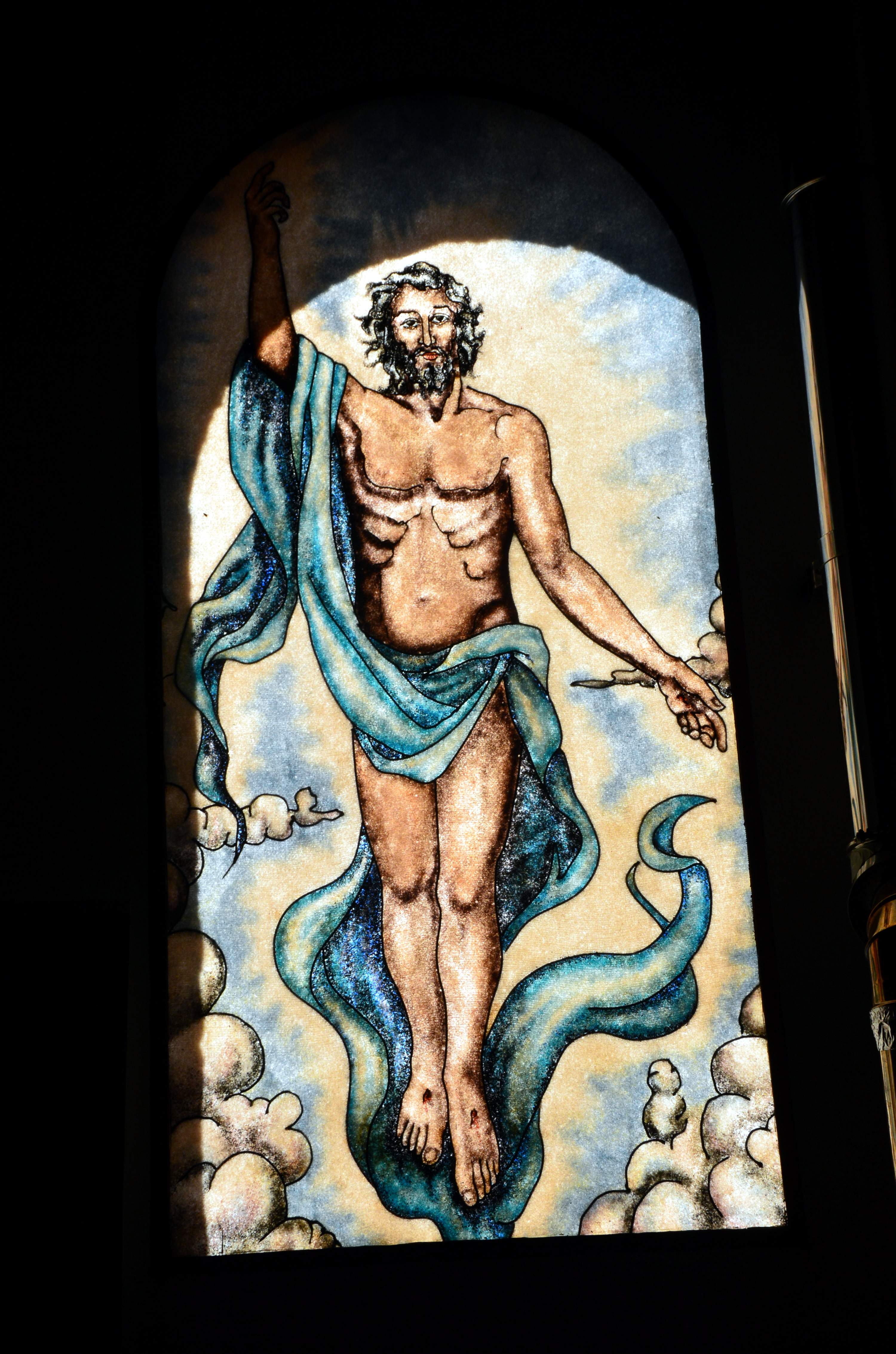
Interior de la Ermita de San Marcos en Los Santos (Castielfabib), vidriera con la imagen de la Ascensión de Jesús Resucitado (2021).
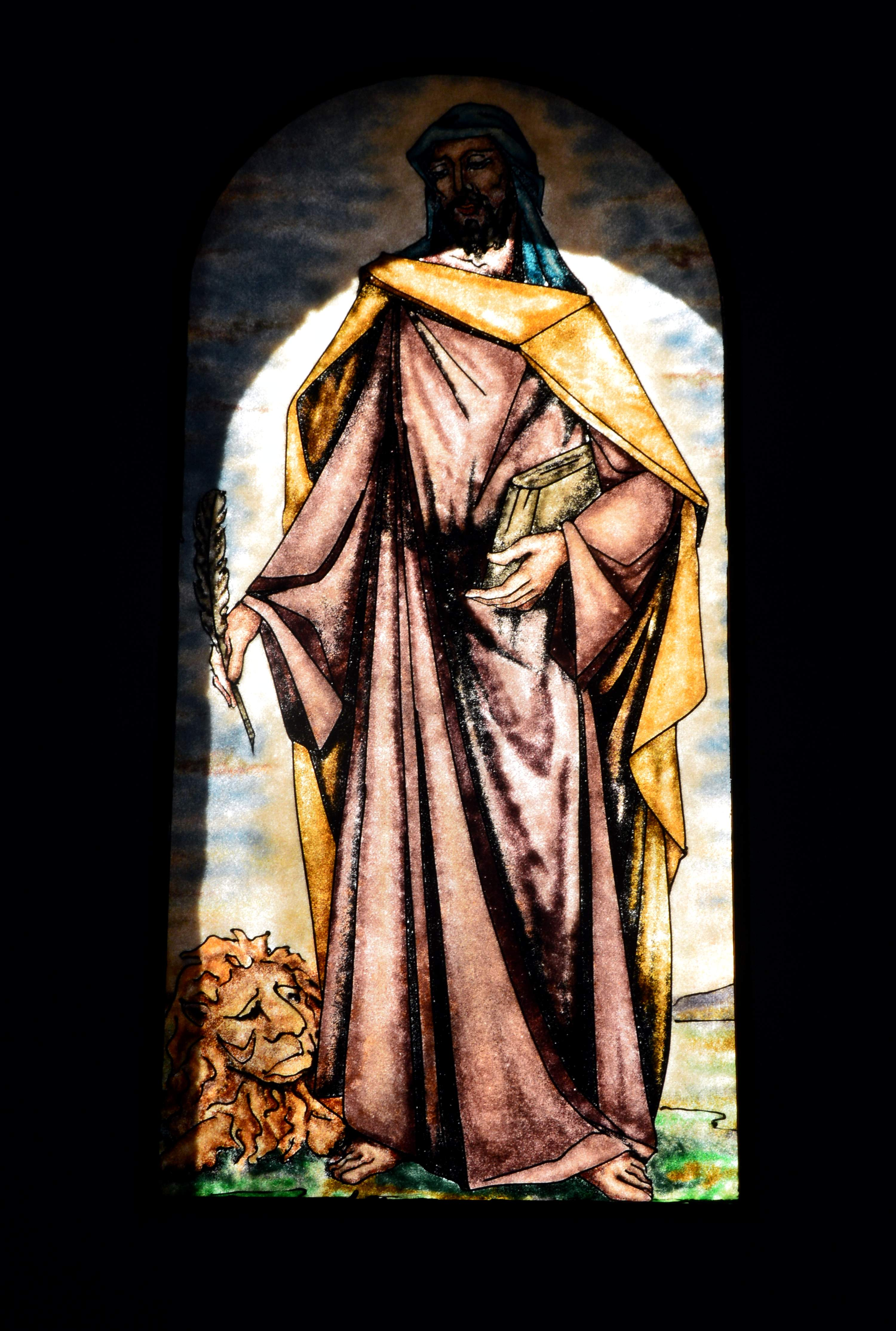
Interior de la Ermita de San Marcos en Los Santos (Castielfabib), vidriera con la imagen de san José (2021).